# 초리소
초리소(스페인어: chorizo) 또는 쇼리수(포르투갈어: chouriço)는 이베리아반도에서 기원한 갖가지 종류의 돼지고기 소시지를 말한다. 초리소는 전통적으로 창자로 만든 천연 케이싱으로 감싸는데, 이는 고대 로마 시대부터 사용된 방법이다.
초리소는 날 소시지일 수 있는데 먹기 전에 완전 조리돼 있다. 유럽에서는 발효, 염지, 훈제된 소시지가 흔하다. 보통 잘라서 조리하지 않고 먹으며, 다른 요리에 맛을 더하기 위해 재료로 추가되기도 한다. 스페인 초리소, 포르투갈 쇼리수는 특유의 독특한 훈제 향미, 훈제 파프리카가루(pimentón / pimentão)에서 나온 진한 붉은색을 가지고 있다.
멕시코의 초리소는 요리 관습과 스페인에서 수입해오는 훈제 파프리카 파우더의 고가로 인하여 멕시코 현지의 고추로 만드는 것이 보통이다. 또한 라틴아메리카에서는 스페인에서 주로 쓰이는 백포도주 대신에 식초를 사용하는 경향이 있다.
초리소는 잘라서 샌드위치로 만들거나, 그릴, 프라이, 사과주나 아과르디엔테 같은 독한 알코올 음료 같은 액체에 끓여서 먹을 수 있다. 또한 갈거나 저민 쇠고기나 돼지고기를 부분 대체하여 사용할 수도 있다.
전통적인 스페인식 초리소를 제공하는 스페인 식의 타파스 바는 최근 몇 년 동안 인기가 증가하고 있으며, 현재 북아메리카 등지와 유럽 일부 지역의 많은 도시에서 등장하고 있다.

## 이름
- 쇼리소(카탈루냐어: xoriço)
- 쇼리수(포르투갈어: chouriço)
- 초리소(스페인어: chorizo, 바스크어: txorizo)
- 초리수(아스투리아스어: chorizu, 갈리시아어: chourizo)

어원은 갈리시아포르투갈어 "소리초(souriço)"이다. 그 이상의 어원은 불분명하나, 라틴어 "살시키우스(salsīcius)"로 추정된다. 그 경우 이탈리아어 "살시차(salsiccia)"와 프랑스어 "소시스(saucisse)"가 동원어이다.

## 스페인의 초리소

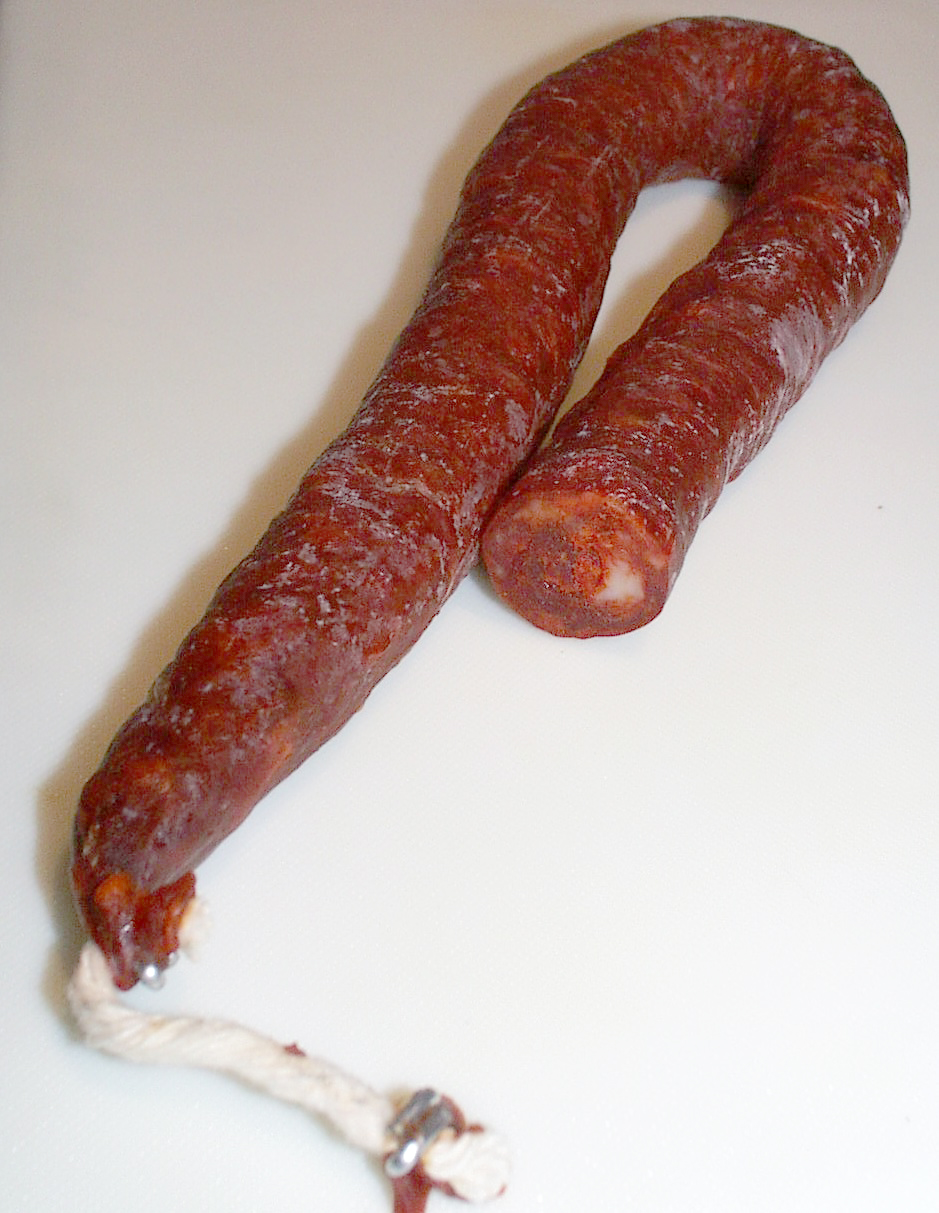
스페인의 초리소

스페인의 초리소는 굵게 썬 돼지고기와 돼지고기 지방으로 만들고, 훈제 파프리카가루와 소금으로 간을 친다. 사용되는 훈제 파프리카가루의 종류에 의해 일반적으로 '피칸테' (picante →매운 맛) 또는 '둘체' (dulce →단 맛)로 분류된다. 스페인 초리소의 종류에는 지역별로 수백 개가 있으며, 훈제를 하거나 하지 않은 것이 모두 있고, 마늘이나 허브, 또는 다른 재료가 들어있는 것도 있다.
예를 들어 팜플로나의 초리소는 고기가 더 잘게 갈려진 두툼한 소시지이다. 이 다양한 초리소 중에는 EU에서 지리적 표시 보호(PGI) 자격을 받은 라리오하 지방의 '초리소 리오하노'도 있다.
초리소에는 짧고, 길고, 딱딱하고, 부드러운 종류가 있다. 얇은 종류는 상온에서 전채나 타파스로 먹기에 알맞은 반면 두툼한 종류는 보통 요리할 때 쓰인다. 일반적인 어림 규칙으로 봤을 때 길고 얇은 초리소는 달고 짧은 초리소는 맵지만, 항상 이런 식인 것은 아니다.
스페인에서는 초리소 뿐만 아니라 로모 엠부차도나 살치촌 같이 비슷한 방법으로 저장하고 공기에 말린 다른 다양한 돼지 가공식품도 생산하고 있다. 로모는 절인 뒤 공기에 말린 돼지 허릿살로 만들어진, 잘라진 채로 저장된 얇은 고기이다. 살치촌은 초리소의 피멘톤 양념을 넣지 않은 대신에 검정 페퍼콘으로 맛을 낸 또다른 저장 소시지이다.
초리소는 다양한 종류에 따라서 더 조리하지 않고 잘라서 먹거나, 잘라서 샌드위치에 넣거나, 바베큐로 굽거나, 다른 먹을거리와 나란히 프라이하거나 구워서 먹을 수 있으며, 파바다나 코시도 마드릴레뇨 같은 콩이 곁들여진 몇몇 요리의 재료가 되기도 한다.
이런 요리의 일종인 '콘 토도스 로스 사크라멘토스' (con todos los sacramentos, 말 그대로 성사에서 곁들이는 모든 것)는 토시노 (저장한 베이컨)과 모르시야 (피로 만든 소시지) 같은 다른 보존 고기에 초리소를 추가한다. 

## 포르투갈의 쇼리수
포르투갈의 쇼리수는 (최소한) 돼지고기, 지방, 포도주, 파프리카가루, 마늘, 소금으로 만들어진다. 그런 뒤 자연이나 인공 껍질에 채워넣고 연기 위에서 천천히 말린다. 색깔, 모양, 양념, 맛에 따라 다른 수많은 다양한 종류가 있다. 포르투갈 요리와 브라질 요리의 많은 요리에서는 쇼리수가 사용되며, 개중에는 코지두 아 포르투게자와 페이조아다가 있다.
쇼리수를 조리하는 인기있는 방법 중 하나는 일부를 자른 뒤 테이블에서 알코올로 화염 조리를 하는 것이다 (쇼리수 아 봄베이루, chouriço à bombeiro). 이걸 하기 위해서 꼭대기에 격자가 있는 유약을 바른 특별한 도기 접시가 사용된다.
포르투갈에서 댜앙한 종류의 인시두스 (enchidos, 스페인어로는 embutido) 중에는 피로 만든 쇼리수 (쇼리수 드 상그, chouriço de sangue)도 있으며, 블랙 푸딩과 유사하다. 그 종류로는 알례이라, 링구이사, 모르셀라, 파리녜이라, 쇼리수 드 비뉴 (chouriço de Vinho), 쇼리수 드 오수스, 쇼리상 (chourição), 카숄레이라 (cacholeira), 파이아 (paia), 파이우, 파이올라 (paiola), 파이오테 (paiote), 트리파 인파리냐다 (tripa enfarinhada)가 있다.

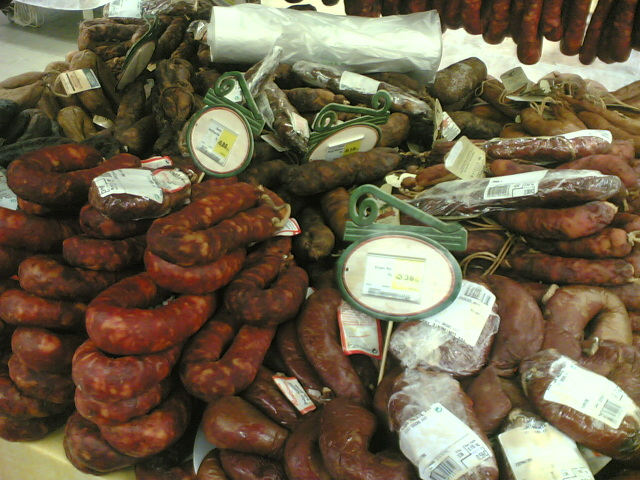
포르투갈 쇼리수의 한 종류
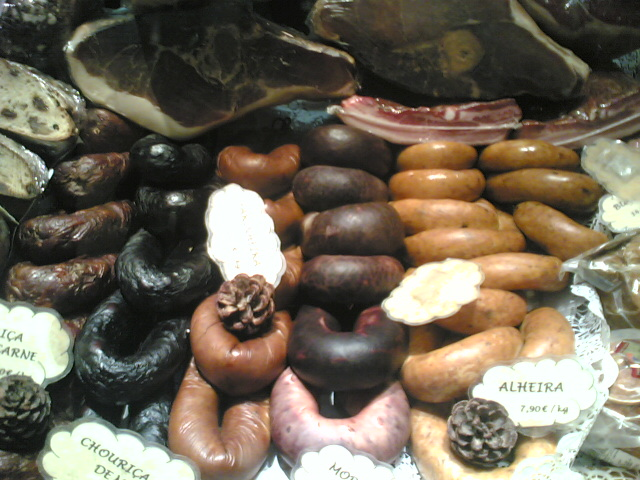
그 외 다른 포르투갈의 인시두스

## 멕시코의 초리소

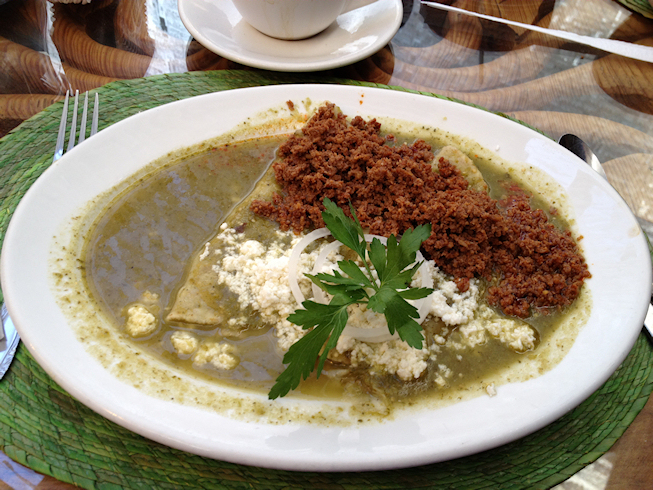
오아하카주 틀라시아코에서 아침 식사의 일부로 토르티야 엔칠라다와 함께 제공된 멕시코 초리소

조리하지 않은 스페인의 '초리소 프레스코' (chorizo fresco)에 근거를 둔 멕시코판 초리소는 지방이 많은 돼지고기로 만들어진다 (다만 쇠고기, 사슴고기, 카슈루트, 채식주의자 버전 초리소도 알려져 있다). 고기는 보통 다지는 대신 갈고, 여러 가지 양념이 쓰인다. 이 종류는 유럽에서 흔하게 찾아보긴 어렵고 멕시코와 그 외 아메리카 지역에서 더 알려져 있다. 멕시코에서는 초리소와 롱가니사가 같은 것으로 취급되지 않는다.

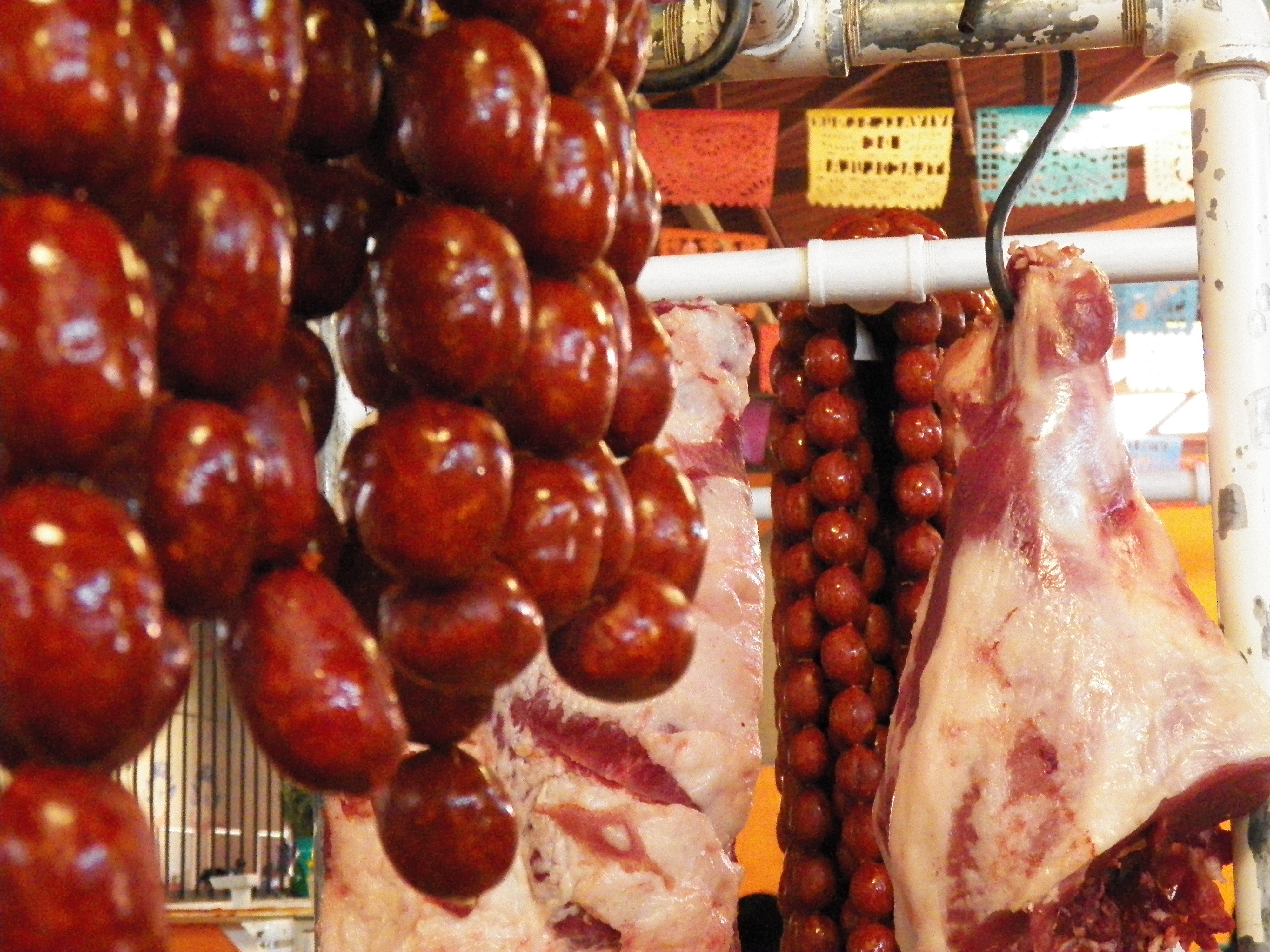
멕시코 오아하카주의 초리소

이베리아반도 밖에 있는 초리소의 수도로 알려져 있는 멕시코의 톨루카 지역은 '초록' 초리소가 특산품인데, 토마티요, 고수 잎, 고추, 마늘이나 이들을 모두 섞은 것으로 만든다. 초록 초리소의 조리법은 톨루카가 원조이다. 대부분의 멕시코 초리소는 진한 붉은색이고 대체로 날 것과 말린 것 두 가지 종류로 구할 수 있는데, 날 것이 좀 더 흔하다. 고급 초리소는 좋은 돼지고기 살을 자연 포장지에 넣어서 만들어지는 반면 일부 값싸게 판매되는 것들은 줄줄이 소시지를 닮도록 다양한 종류의 고기를 못 먹는 플라스틱 포장지에 채워 넣는다. 포장지는 보통 먹기 전에 잘라내서 열고 소시지는 팬에 프라이한 뒤, 잘게 간 쇠고기를 닮도록 돼지고기와 함께 으깬다. 흔히 대체되는 요리법에서는 포장지를 포함하지 않으며, 간 돼지고기와 쇠고기는 식초 조금과 고춧가루를 많이 넣어 하룻밤 동안 저장해 둔다. 아침이나 점심, 저녁식사로 낼 때 이 고기는 앞서 언급했던 잘 갈려진 결이 있으며, 풍미가 매우 강렬하다.
멕시코의 레스토랑과 음식 가판대는 조리된 초리소와 함께 타코, 퀘소 푼디도 (또는 초리퀘소, choriqueso), 부리토, 토르타스를 만들며, 피자 토핑으로도 인기가 있다. '초리소 콘 후에보스' (Chorizo con huevos)는 멕시코와 멕시코 이민자 구역의 대중적인 아침식사이다. 이 요리는 프라이한 초리소와 달걀 스크램블을 섞어서 만든다. 초리소 콘 후에보스는 종종 아침에 먹는 부리토, 타코, 타퀴토에 쓰인다. 초리소가 재료로 쓰인 인기있는 멕시코 요리법 중 하나는 초리소를 얼룩콩이나 프리홀레스 레프리토스와 같이 혼합하는 것이다. 초리소를 살짝 프라이한 뒤 프리홀레스 레프리토스와 혼합하면 된다. 이 요리는 토르타에 바르거나 일반적인 프리홀레스 레프리토스가 평소대로 제공될 때 곁들이는 요리로 자주 사용된다. 멕시코에서는 작은 초리소 조각들을 녹인 치즈 속이나 위에 올려 나오고 작은 옥수수 토르티야와 먹는 인기있는 전채 요리인 '초리소 콘 퀘소' (chorizo con queso, 또는 '초리퀘소', choriqueso)를 만드는 데에도 사용된다. 미국 내 멕시코인 밀집 지역에서 아침식사의 타코를 채우는 속은 '초리소 콘 파파스' (chorizo con papas)나 사각썰기한 뒤 부드러워질 때까지 소테한 감자를 초리소와 섞은 것이 대중적이다.

## 링구이사와의 비교점
링구이사는 대부분의 브라질 또는 포르투갈의 부엌에서 찾아볼 수 있다. 링구이사라는 명칭은 고기 소시지를 가리키는데 쓰이는 반면 쇼리수는 피로 만든 소시지를 일컫는다.

## 푸에르토리코, 파나마, 도미니카 공화국의 초리소
푸에르토리코, 파나마, 도마니카 공화국에서는 초리소와 롱가니사가 개별된 두 종류의 고기로 여겨진다. 푸에르토리코의 초리소는 훈제되고 어느 정도 양념된 소시지이며, 스페인의 훈제 초리소와 거의 동일하다. 푸에르토리코와 도미니카 공화국의 롱가니사는 매우 다양한 맛과 모양이 있다. 양념된 고기를 돼지 내장 속에 채우고 손으로 매우 오랫동안 모양을 만든다. 그다음에는 매달아서 공기에 말린다. 그런 뒤 기름에 프라이하거나 쌀 또는 콩과 같이 조리할 수 있다. 롱가니사는 다양하고 많은 요리와 함께 먹는다.
푸에르토리코에서 초리소는 피자 토핑으로 인기가 있다.

## 남아메리카
에콰도르에는 유럽이나 북아메리카 요리에서 바로 받아들인 많은 유형의 소시지가 있다. 모든 종류의 살라미는 날것 아니면 훈제한 것이며, 그냥 살라미라는 이름으로 퍼져 있다. 가장 흔히 알려진 것은 스페인 초리소, 이탈리아 페퍼로니, 프랑크푸르트 소시지 종류이다. 모르시야, 롱가니사 또는 초리소 같은 지역 특산품도 몇몇 있다. 스페인어권 국가 대부분 내에서 모르시야는 기본적으로 조리된 돼지 피를 돼지 내장 껍질에 넣은 것이다. 롱가니사는 거의 모든 종류의 고기, 지방, 심지어는 내장을 섞은 것이 들어있는 얇은 소시지로, 날 것보다는 훈제를 한다. 초리소는 다진 돼지고기, 돼지 지방, 소금, 모든 종류의 고추, 계피, 그리고 특유의 깊은 붉은색을 내는 '아키오테' (achiote)와 다른 양념을 섞어서 만든다. 계란 프라이, 으깬 토마토, 아보카도 반, 샐러드, 초리소 프라이로 이루어진 전통 요리도 있다.
아르헨티나, 우루과이, 페루, 콜롬비아에서 초리소는 조악한 고기 소시지를 통틀어 부르는 이름이다. 스페인식 초리소도 존재하며 '초리소 에스파뇰' (chorizo español →스페인식 초리소)이란 이름으로 구분한다. 아르헨티나의 초리소는 일반적으로 돼지고기로 만들며 맛은 맵지 않다. 일부 아르헨티나 초리소에는 다른 종류의 고기, 전형적으로는 쇠고기가 들어가기도 한다. 아르헨티나, 파라과이, 우루과이, 칠레, 페루에서는 조리한 뒤 빵 덩어리 속에 넣어서 주는 생 초리소를 초리판이라 부른다. 콜롬비아에서는 일반적으로 초리소를 아레파와 함께 제공한다.
브라질에서 '쇼리수(chouriço)'는 나머지 라틴아메리카 국가에서 모르시야라고 부르는 것에 쓰는 단어이다. 다른 라틴아메리카 국가의 초리소와 유사한 고기 소시지는 링구이사라고 부른다. 포르투갈식 쇼리수와 링구이사의 많은 종류는 페이조아다처럼 다양한 유형의 요리에 사용된다.
볼리비아에서 초리소는 돼지고기로 만들며, 프라이한 뒤 샐러드 (토마토, 상추, 양파, 삶은 당근, 퀴르퀴냐), 모테, 초리소 지방에 담근 빵 조각과 함께 제공된다. 모테를 뺀 초리소 샌드위치도 먹는다.

## 같이 보기
- 링구이사